# Natatolana flexura
Natatolana flexura är en kräftdjursart som beskrevs av Keable 2006. Natatolana flexura ingår i släktet Natatolana och familjen Cirolanidae. Inga underarter finns listade i Catalogue of Life.